# Angelina Soudilovskaïa
Angelina Mikhaïlovna Soudilovskaïa (23 avril 1903 – 1er août 1976) est une ornithologue russe. Le genre Angelinornis Kashin 1972, a été nommé en son honneur.